# HMS Hyperion (H97)
«Гіперіон» (H97) (англ. HMS Hyperion (H97) — військовий корабель, ескадрений міноносець типу «H» Королівського військово-морського флоту Великої Британії за часів Другої світової війни.
«Гіперіон» був закладений 27 березня 1935 року на верфі компанії Swan Hunter, у Тайн і Вір. 3 грудня 1936 року увійшов до складу Королівських ВМС Великої Британії.